# Cookie Clicker
Cookie Clicker ist ein Clicker-Game, das vom französischen Programmierer Julien „Orteil“ Thiennot 2013 entwickelt wurde. Der Spieler klickt zunächst auf einen großen Keks auf dem Bildschirm und verdient pro Klick einen Keks. Die verdienten Kekse können dann für den Kauf von Vermögenswerten wie „Cursors“ und anderen „Gebäuden“ ausgegeben werden, die automatisch Kekse produzieren. Es gibt auch Upgrades, mit denen die Effizienz von Klicks und Gebäuden verbessert werden kann, neben vielen anderen Mechanismen, die es dem Benutzer ermöglichen, auf verschiedene Weise Kekse zu verdienen. Obwohl das Spiel kein Ende hat, gibt es Hunderte von Erfolgen und die Benutzer können versuchen, eine bestimmte Anzahl von Cookies zu erreichen.
Das Spiel hat eine große Fangemeinde. Obwohl die erste Version in einer Nacht programmiert wurde, wird Cookie Clicker regelmäßig aktualisiert. Es wurde weithin als süchtig machend beschrieben.

## Geschichte
Thiennot schuf Cookie Clicker im August 2013. Das an einem einzigen Abend geschriebene Spiel wurde auf 4chan gepostet und hatte innerhalb weniger Stunden 50.000 Spieler. Einen Monat nach der ersten Veröffentlichung des Spiels hatte es über 200.000 Spieler pro Tag. Thiennot schrieb später, dass die Besucherzahlen im August 2013 mit 1,5 Millionen Zugriffen an einem Tag ihren Höhepunkt erreicht hatten. Im Januar 2014 hatte Cookie Clicker immer noch konstant 225.000 Zugriffe pro Tag. Das Spiel wurde seit seiner Veröffentlichung kontinuierlich aktualisiert. Am 25. Oktober 2018 startete Thiennot die Patreon-Seite des Spiels mit der Absicht, die Entwicklung von Cookie Clicker und anderen Dashnet-Spielen zu einem Vollzeitjob zu machen. Am 8. August 2019 wurde die mobile Beta für Cookie Clicker nach langer Verzögerung für Android-Geräte veröffentlicht.
Am 8. August 2021 kündigte Thiennot auf Twitter eine Steam-Veröffentlichung von Cookie Clicker an. Das Spiel wurde zum angekündigten Veröffentlichungsdatum am 1. September auf Steam veröffentlicht. Die Veröffentlichung umfasste auch einen von C418 komponierten Soundtrack.

## Rezeption
Justin Davis von IGN beschreibt Cookie Clicker als das „großartigste Idle Game“ und sagt, dass es „wahrscheinlich die bisher beste Balance von Leistung erreicht [...], so dass man bei jedem Schritt das Gefühl hat, zu fliegen und Cookies so viel schneller zu generieren als zuvor. Trotzdem kann man es kaum erwarten, bis der nächste große Meilenstein endlich in Reichweite ist“. Boing Boing bezeichnete Cookie Clicker als „hochgradig süchtig machendes Browserspiel“. Polygon beschrieb das Spiel als „faszinierend“ und seine Fangemeinde als „obsessiv“. Destructoid betont, dass sich das Spiel „um das Streben und die Anhäufung von riesigem Reichtum“ dreht und den Spielern „die Illusion des Fortschritts vermittelt, ohne dass tatsächlich ein wesentlicher Fortschritt erzielt wird“.